# ふるさと兵庫
「ふるさと兵庫」（ふるさとひょうご）は、日本のフォークグループ・紙ふうせんの楽曲である。作詞・作曲は後藤悦治郎。

## 解説
1980年（昭和55年）に尼崎市出身の後藤悦治郎から兵庫県に寄贈され、独立UHF局・サンテレビジョンで放送されている自治体広報番組『週刊ひょうご夢情報』の主題歌となった。
1997年（平成9年）に兵庫県と兵庫県文化協会（現：兵庫県芸術文化協会）の制作で発売された2枚組CDアルバム『MEMORIES ふるさと兵庫歌のアルバム』（規格品番：HYG-001〜2）の2曲目に収録されている。
2006年（平成18年）に開催されたのじぎく兵庫国体の開会式では1947年（昭和22年）に制定された「兵庫県民歌」（作詞・野口猛、作曲・信時潔）の存在が失われていた関係で、当時は「不存在」とされていた県民歌の代用曲として本曲が演奏された。県が運営する国体の公式サイトでもキャンペーンソング「はばタンカーニバル」と並んで本曲が紹介されていた。
この際の演奏を契機に県内外での認知度が高まり、県の公式サイトでもふるさと納税を呼び掛けるページで本曲が紹介されるなど事実上の県民歌的な扱いとなっている。しかし、県では単に「県に関係する楽曲」の1曲としか規定しておらず、他県に見られる「県民愛唱歌」としての扱いもされていない。

## 備考
兵庫県では1947年（昭和22年）に「兵庫県民歌」が当時の岸田幸雄知事の提唱で正式な県民歌として制定されているが現在では全く演奏されておらず、県では遅くとも1960年代後半から2014年（平成26年）まで「県民歌は存在しない」と主張し、岸田知事時代に「兵庫県民歌」を制定した事実をも否定し続けていた。
のじぎく兵庫国体の開催後、本曲の正式な県民歌への指定を求める意見も出ているが国体開催の翌2007年（平成19年）、井戸敏三知事は第292回定例県議会において「他府県では、主に昭和20年代から40年代にかけて県歌を定めたものの、余り普及するに至っていない」として本曲の正式な県民歌への指定には消極的な見解を表明した。この際も岸田知事が制定した県民歌の存在には言及されていないが、2015年（平成27年）に県が存在を否定していた「兵庫県民歌」の楽譜が兵庫県公館県政資料館に所蔵されていることが明らかになり県広報課は「（制定時の）新聞記事などから県民歌は存在したとみられるが、関連する公文書があるか分からない」と従来の見解を修正している。